# Hans Luber (Wasserspringer)

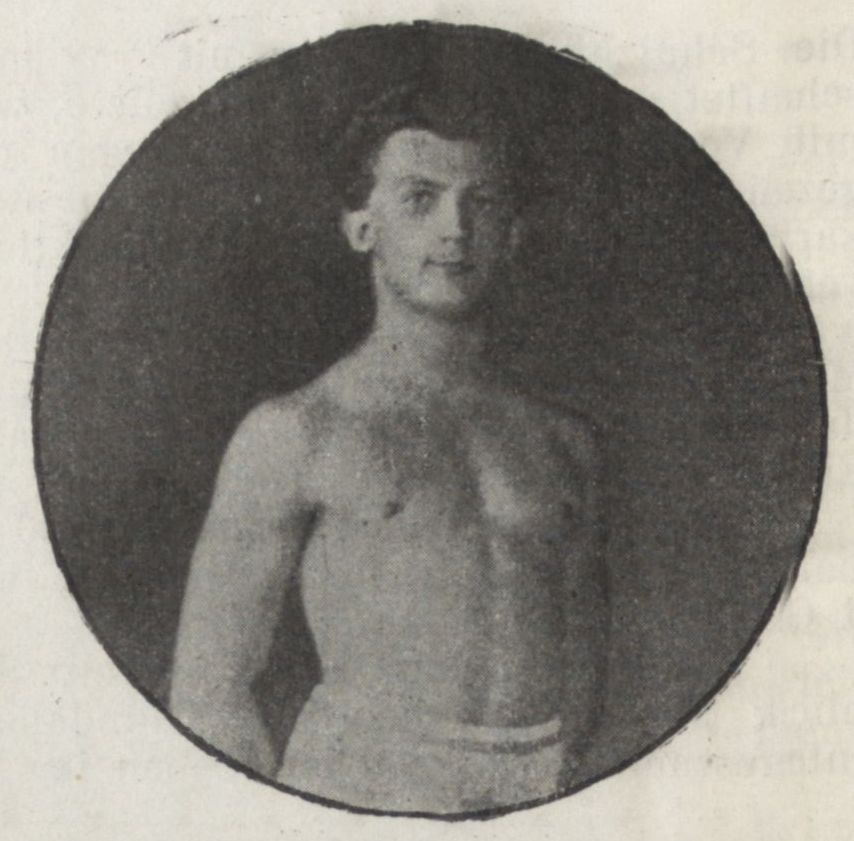
Hans Luber, um 1912

Johann Baptist „Hans“ Luber (* 15. Oktober 1892 in Schongau; † 15. Oktober 1940 in Berlin) war ein deutscher Wasserspringer, der 1912 bei den Olympischen Spielen die Silbermedaille im Kunstspringen gewann. 

## Leben
Luber begann seine Karriere beim Münchner Schwimmverein 1899. 1910 und 1911 gewann er bei den Deutschen Schwimmmeisterschaften den schwimmerischen Mehrkampf, bestehend aus Tauchen, Springen und 100 m Schwimmen. Danach wechselte er aber dann nach Berlin, wo er für SC Poseidon Berlin antrat. Bei den Olympischen Spielen 1912 gewannen die deutschen Kunstspringer alle drei Medaillen: Gold erhielt Paul Günther vor Hans Luber und Kurt Behrens. Im Jahr darauf gewann Luber die Deutsche Meisterschaft im Kunstspringen. Zwischen 1913 und 1924 gewann er bei den Deutschen Schwimmmeisterschaften weitere sieben Mal den schwimmerischen Mehrkampf sowie 1926 mit seinen Berliner Vereinskollegen Eggers und Mahron den Vereinsmehrkampf.
Mitte der 1920er Jahre kehrte Luber als Springer vom 10-Meter-Turm zurück, von 1925 bis 1927 siegte er bei der Deutschen Meisterschaft. 1926 und 1927 gewann er jeweils die Europameisterschaft.
Luber war Sportlehrer bei den Berliner Elektrizitätswerken und lehrte an der Berliner Hochschule für Leibesübungen. 1914 veröffentlichte er das Buch Der Schwimmsport.